# Geribd gordelhorentje
Het geribd gordelhorentje (Onoba semicostata) is een slakkensoort uit de familie van de drijfhorens (Rissoidae). De wetenschappelijke naam van de soort werd in 1803 voor het eerst geldig gepubliceerd door George Montagu.